# عملية الفجر (1983)
```
كانت 
عملية الفجر-1
 (المعروفة أيضًا باسم 
عملية والفجر-1
 ) هجومًا إيرانيًا في 
الحرب العراقية الإيرانية
. في 10 أبريل/نيسان 1983، شنت إيران هجومًا على عين القوس بهدف مباشر وهو 
حقل الفكة
 (شرق 
العمارة
) للسيطرة على طريق بغداد-البصرة السريع. خاضت العملية 
قوات الحرس الثوري الإيراني (الباسداران
) بشكل رئيسي، وكانت واحدة من ثلاث هجمات 
بشرية
 مكلفة عام 1983، حيث فشل الإيرانيون في هزيمة العراقيين.
```

## أهداف العملية
نُفِّذت عملية «والفجر 1» بهدف التقدّم نحو مدينة العمارة وتهديدها من الشمال[. صُمِّمت هذه العملية من قبل الجيش بقيادة علي صياد شيرازي، وقُدِّمت إلى الحرس الثوري. ووفقاً لهذا المخطّط، تبدأ عملية «والفجر 1» من شمال الفكة، حيث تهاجم القوات المقاتلة خط العدو بدعم من نيران المدفعية، وبعد الاستيلاء على عدة مرتفعات، تصل إلى آبار النفط العراقية في منطقة العمارة. كان محسن رضائي، قائد الحرس الثوري، مؤيداً لتنفيذ هذا المخطط، لكن إبراهيم همّت كان من أشدّ المعارضين لتنفيذه. وقد انتقد همّت خطة «النار بدلاً من الدم»، وادّعى أنّ هذا المخطط سيعيد أوضاع جبهة القتال إلى فترة بني صدر. وبسبب معارضته هذه، وُضع همّت في الحجز العسكري لمدة يومين. تولّى قيادة هذه العملية كلّ من صياد شيرازي، ومحسن رضائي، والسيد علي خامنئي.

## المعركة
في أوائل فبراير 1983، هاجمت القوات الإيرانية، التي يبلغ قوامها 50 ألف جندي، غربًا من دزفول، وواجهتها 55 ألف جندي عراقي. كان الهدف الإيراني قطع الطريق من البصرة إلى بغداد في القطاع الأوسط. بدأ الهجوم في يوم ممطر، وكان الأمل أن يحميهم الغطاء السحابي من الهجمات الجوية العراقية. بمجرد انقشاع الغيوم، نفذ العراق 150 طلعة جوية، مما أدى إلى مقتل 3 إيرانيين مقابل 1 عراقيين. شعر العراقيون بفعالية الهجمات الجوية القريبة، فوجهوا قصفًا جويًا على مدن دزفول والأهواز وخرمشهر ردًا على هجوم الفجر الإيراني 1. واصل الإيرانيون حشد المزيد من القوات، وتقدمت الفرقة المدرعة 92 من دزفول لصد لواء مدرع عراقي واحد.